# Kardec (film)
Pour les articles homonymes, voir Kardec.
Pour plus de détails, voir Fiche technique et Distribution.
Kardec est un film biographique brésilien réalisé par Wagner de Assis (pt) et sorti en 2019. Il raconte la vie d'Allan Kardec (1804-1869) au début de sa découverte avec le monde des esprits en 1854, ce qui l'amènera à codifier le spiritisme en tant que science et philosophie.

## Synopsis
Léon Hippolyte Denizard Rivail enseigne à Paris, et cherche à libérer l'esprit de ses élèves pour qu'ils changent le monde. Mais en 1858, Napoléon III réintroduit l'éducation au catholicisme, il démissionne car il s'oppose aux dogmes religieux. Il donne des leçons à domicile, et son scepticisme s'irrite de la mode des tables tournantes. Deux de ses amis scientifiques lui demandent de les accompagner dans l'étude des phénomènes médiumniques. Il est d'abord réticent, mais accepte de les accompagner à une séance rue de la Grange-Batelière où un esprit s'adresse à lui en signant Allan Kardec. Deux adolescentes, Julie et Caroline, écrivent des textes signés par l'écrivain mort depuis quelques années Frédéric Soulié. Peu à peu, Rivail se passionne pour la communication avec les esprits.

## Fiche technique
- Titre original : Kardec: A História por Trás do Nome
- Titre français : Kardec
- Réalisation : Wagner de Assis
- Scénario : Wagner de Assis et L. G. Bayão
- Photographie : Nonato Estrela
- Montage : Marilia Moraes
- Musique : Trevor Gureckis
- Producteur : Eliana Soárez, Gustavo Baldoni, Maria Amélia M. P. Leão Teixeira, Leonardo M. Barros, Renata Brandão
- Société de production : Conspiração Filmes
- Sociétés de distribution : Columbia Pictures, Sony Pictures, Netflix France
- Langues : portugais
- Format : Couleur - 1.85 : 1 - son Dolby Digital
- Genre : Film biographique
- Durée : 110 minutes
- Dates de sortie :
  -  Brésil : 16 mai 2019
  - Netflix : 29 août 2019

## Distribution
- Leonardo Medeiros : Léon Hippolyte Denizard Rivail / Allan Kardec
- Sandra Corveloni : Gabrielle Boudet
- Guilherme Piva : l'éditeur Didier
- Genézio de Barros : Père Boutin
- Charles Fricks : Charles Baudin
- Guida Vianna : Madame de Plainemaison
- Licurgo Espinola : Jacques Babinet
- Julia Konrad : Ruth-Celine Japhet
- Letícia Braga : Julie Baudin
- Jullia Svacinna : Caroline Baudin
- Dalton Vigh : Ermance Dufaux
- Christian Baltauss : Le Général